# Murispora rubicunda
Murispora rubicunda är en svampart som först beskrevs av Niessl, och fick sitt nu gällande namn av Yin. Zhang, J. Fourn. & K.D. Hyde 2009. Murispora rubicunda ingår i släktet Murispora och familjen Amniculicolaceae.   Inga underarter finns listade i Catalogue of Life.
I den svenska databasen Dyntaxa används istället namnet Massariosphaeria rubicunda för samma taxon.  Arten är reproducerande i Sverige.